# Circuito di Brescia
Il Circuito di Brescia è la denominazione assunta all'inizio del Novecento da una serie di circuiti stradali istituiti in occasione di eventi automobilistici tenuti a Brescia.

## Storia

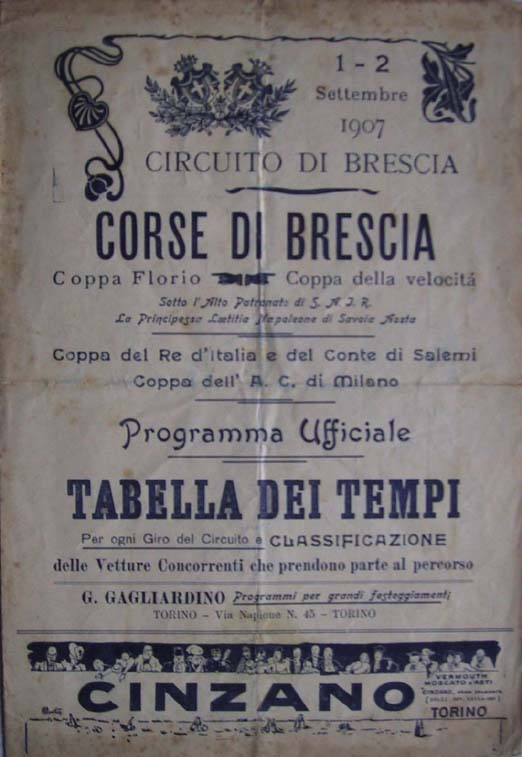
Il manifesto dell'evento del 1907

### L'esposizione automobilistica (1899-1900)
Il 14 marzo 1899 la società di ginnastica bresciana Forza & Costanza e il locale Touring Club ciclistico furono coinvolti nell'organizzazione del passaggio presso la città della corsa Verona-Brescia-Mantova-Verona, vinta da Ettore Bugatti su un triciclo Prinetti & Stucchi. L'interesse suscitato dal passaggio dei mezzi a motore convinse alcuni appassionati e proprietari di automobili della città a organizzarne un'esposizione. L'evento si tenne presso la Crocera di San Luca, in corso Zanardelli, da venerdì 8 a lunedì 11 settembre 1899. Nei giorni di domenica e lunedì si tennero alcune gare di contorno. Una fu riservata alle motociclette, sul percorso stradale Brescia-Orzinuovi-Brescia, mentre le altre due furono riservate alle automobili: la prima di velocità, lungo le strade della circonvallazione cittadina, e l'altro di durata, su un percorso di 223 km che toccò le città di Cremona, di Mantova e di Verona.
A causa dell'insufficiente presenza di forze di polizia che contenesse gli spettatori, si stimò la presenza di quasi 25000 persone, le gare di velocità si svolsero su più batterie, da due/tre partecipanti, con gara finale per ogni categoria. La sera del 10 si corsero quelle per la prima categoria e per i quadricicli, mentre quella della categoria "Vetturette e tricicli" fu spostata a martedì 12, per poi essere annullata. La corsa di lunedì 11 non presentò problemi di ordine pubblico e si svolse regolarmente. Le vetture iscritte furono raggruppate in tre categorie: tricicli a un posto fino a 120 kg; vetturette e quadricicli a due posti fino a 400 kg; vetture oltre 400 kg. I concorrenti di ogni categoria partirono scaglionati a un minuto di distanza ciascuno; al termine della partenza di tutti gli iscritti di una categoria, quelli della successiva partirono dopo cinque minuti, sempre alla distanza di un minuto.
Dato il grande successo della prima esposizione, si decise di ripetere l'esperienza con una nuova edizione che si tenne l'anno seguente da giovedì 6 a lunedì 10 settembre, sempre alla Crocera di San Luca, con la collaborazione dell'Automobile Club d'Italia (ACI), del Touring Club e della Fiat. Sabato 8 settembre si tenne una sfilata di automobili lungo le strade del centro, mentre domenica 9 si svolse una gara di velocità su un percorso rettilineo di circa 5 km tra San Zeno Naviglio e Bagnolo Mella. Le gare principali si svolsero lunedì 10 sul circuito di 223 km tra Brescia, Cremona, Mantova e Verona; i premi per ogni categoria furono offerti dal Corriere della Sera e dall'Automobil Club di Francia (ACF).
La gara si svolse su strade fangose a causa di abbondanti piogge cadute la notte precedente. I concorrenti partirono singolarmente a una distanza di due minuti dal precedente, senza pause fra una categoria e l'altra. Poco dopo la partenza, Attilio Caffarati, che conduceva una Darracq, uscì di strada alla prima curva della località Volta sbattendo contro un tronco d'albero. Trasportato in gravi condizioni alla vicina trattoria «Ca' Nuova» e curato dal medico condotto locale, morì poco dopo per le ferite riportate. La gara terminò senza altri gravi incidenti. In termini assoluti, il risultato migliore fu ottenuto dal francese Louis Soncin, che condusse un motociclo di sua costruzione, appartenente alla seconda categoria, impiegando poco meno di quattro ore. Fu premiato con un'apposita coppa del Corriere.

### Le settimane automobilistiche (1904-1905) e la Coppa Florio (1905-1907)

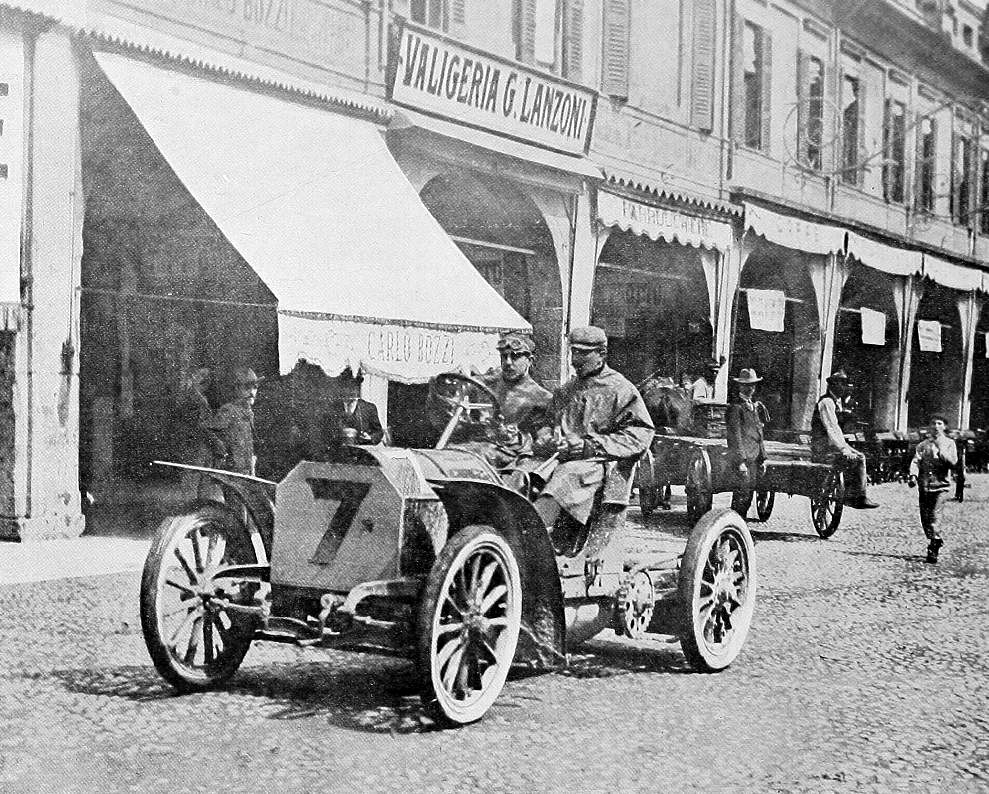
La Daimler 60 HP di Vincenzo Florio transita su Corso Zanardelli in occasione della Settimana automobilistica di Brescia del 1904

Nell'inverno del 1900, la Camera di Commercio bresciana iniziò a programmare l'Esposizione Bresciana che si tenne in Castello tra maggio e settembre del 1904. Le iniziative per ripetere le esperienze motoristiche degli anni precedenti furono sospese durante il periodo di preparazione all'evento. Dopo quattro anni di pausa, il comitato organizzatore dell'Esposizione decise di tenere anche una settimana automobilistica, con esposizione di autovetture ed eventi sportivi, da domenica 28 agosto a domenica 4 settembre 1904.
L'evento principale fu la grande corsa automobilistica che si tenne il 4 settembre sul circuito Brescia-Cremona-Mantova-Brescia, lungo 185 km, da percorrere su due giri per complessivi 370 km. I concorrenti furono suddivisi in due serie: la libera e quella per "turisti", dove le vetture si dovevano presentare in "completo assetto da viaggio con ogni accessorio". Siccome la prima risultò composta dalle vetture più veloci, la partenza delle varie categorie di partecipanti della seconda avvenne soltanto dopo il completo transito del primo giro dei concorrenti della libera. La serie libera fu divisa in tre categorie: vetture pesanti fino a 1000 kg; vetture leggere da 400 a 650 kg; vetturette di peso inferiore a 400 kg. Tuttavia non vi furono iscritti all'ultima categoria che quindi non si tenne. L'Unione Automobilistica Veneta promosse la prima Coppa d'Italia che fu consegnata ai vincitori dei primi 300 km della serie libera: il traguardo di questa particolare gara fu posto a Mantova, nel secondo giro del circuito. La serie "turisti" fu divisa in sette categorie sulla base degli chassis (a due o a quattro posti occupati) e delle valutazioni economiche delle vetture. La partenza delle categorie fu inversa, dalla settima alla prima, e tutte le gare furono limitate a un solo giro.
Vincenzo Lancia su Fiat vinse la categoria della libera per vetture di peso compreso tra 650 e 1000 kg, la Coppa d'Italia e la Coppa del Circuito per il miglior risultato assoluto. Dopo la gara, Vincenzo Florio – arrivato terzo nella stessa, ma che aveva fatto partecipare altre sue tre vetture, tra cui la Panhard & Levassor arrivata seconda condotta dal francese Teste – finanziò l'organizzazione di una Coppa con premio di 20.000 lire da disputarsi ogni anno con le stesse forme e criteri della grande corsa della Settimana di Brescia.
La settimana automobilistica del 1905 si tenne da sabato 2 a domenica 10 settembre con esposizione sempre presso la Crocera di San Luca. La Gazzetta dello Sport organizzò una gara motociclistica di 1000 km, con partenza a Milano e arrivo a Brescia presso il viale di Porta Venezia, per domenica 3 settembre, mentre venerdì 8 si tenne una gara di canotti automobili sul Garda tra Desenzano e Riva. La gara principale si svolse l'ultimo giorno, aperta a tutte le vetture con peso massimo di 1007 kg su un percorso simile a quello dell'anno precedente, ma privato del transito all'interno della città mantovana, sostituito dalla strada tra Le Grazie e Goito. Il nuovo circuito di Brescia, lungo 167,1 km, fu percorso tre volte per la Coppa Florio, che fu vinta dalla Itala condotta da Giovanni Battista Raggio. Il traguardo della Coppa d'Italia fu posto a Goito, al secondo giro, dopo i 300 km stabiliti dall'Automobil Club di Padova: la gara fu vinta da Matteo Ceraini, anch'egli su Itala, che non terminò la Coppa Florio perché si ritirò al termine del secondo giro per una rottura dello pneumatico.

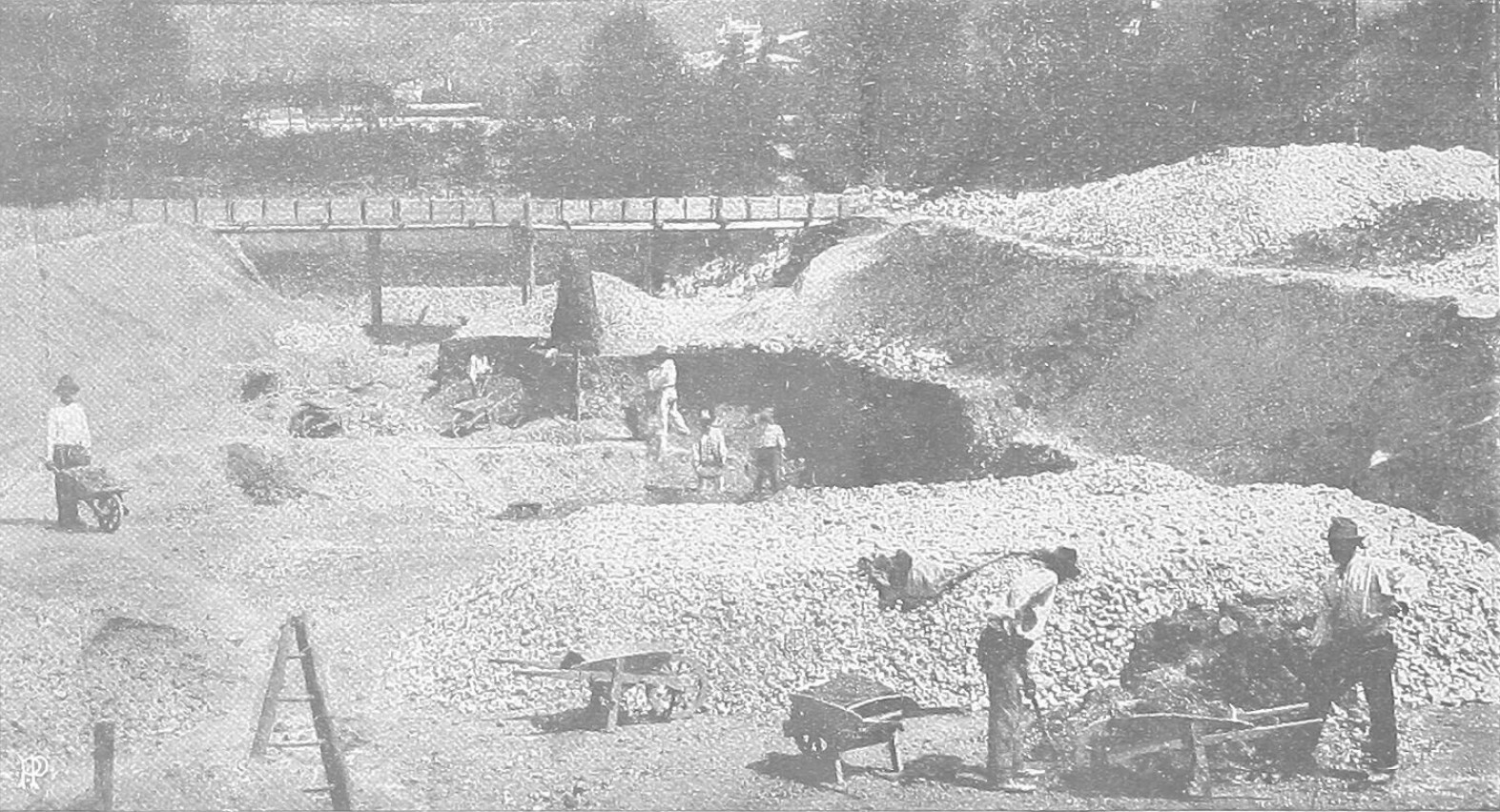
I lavori di costruzione del sottopassaggio della ferrovia Milano-Venezia

Per lo svolgimento dell'edizione del 1906, l'ACI chiese che fosse risolto il problema dei numerosi passaggi a livello. Il comitato organizzatore optò per un circuito più breve, lungo 60,7 km, tra Brescia, Montichiari, Castiglione, Lonato, da percorrere su dodici giri: l'aumento dei passaggi avrebbe reso più interessante la gara per il pubblico delle tribune. Iniziarono i lavori per la correzione di curve e rettifili, mentre l'ufficio tecnico dell'amministrazione comunale di Brescia iniziò la progettazione di una passerella in legno che avrebbe scavalcato l'unico passaggio a livello rimasto: sulla ferrovia Milano-Venezia all'altezza del manicomio provinciale bresciano. La gara si sarebbe dovuta tenere domenica 2 settembre 1906, ma il 17 luglio arrivò una comunicazione del Ministero della guerra che non avrebbe fornito la truppa necessaria al mantenimento dell'ordine pubblico. Il comitato organizzatore decise di sospendere la gara: la brevità del circuito avrebbe richiesto un rigoroso isolamento dal traffico ordinario e solo l'esercito poteva fornire le forze necessarie allo scopo.
L'edizione della Coppa Florio del 1907 fu finanziata dall'Automobile Club di Milano che richiese la sostituzione definitiva del passaggio a livello della ferrovia Milano-Venezia, risolta con la costruzione di un sottopassaggio presso l'attuale via Cadorna.
L'evento si svolse su due giorni, perché l'Automobile club milanese volle garantire la partecipazione di case costruttrici francesi e tedesche e quindi si tennero due gare: la Coppa Florio, riservata a vetture da 8 litri di cilindrata e peso minimo di 1175 kg, si tenne domenica 1 settembre, mentre il giorno seguente si tenne la gara di velocità, aperta a tutte le vetture senza limiti di peso e cilindrata, ma con una limitazione di carburante pari a 30 litri ogni 100 km. Entrambe le gare si svolsero su otto giri del circuito per un totale di 485,9 km; i primi cinque giri della Coppa Florio assegnarono anche la Coppa d'Italia, sempre organizzata dall'Automobil Club patavino. Le vetture furono colorate secondo la nazionalità del costruttore: bianco a quelle tedesche, blu a quelle francesi e rosso alle italiane. L'ordine pubblico fu garantito proteggendo le strade del percorso da reti metalliche e palizzate per il periodo necessario alle gare, coinvolgendo tutte le amministrazioni dei comuni su cui passava il circuito.
La Coppa Florio fu vinta dalla Isotta Fraschini, condotta da Ferdinando Minoia, mentre la gara di velocità fu vinta dalla Itala di Alessandro Cagno. L'evento fu funestato dalla morte del barone Guido De Martino alla guida di una Brixia-Züst che ebbe un incidente all'inizio del terzo giro, nei pressi della curva che immetteva sul rettifilo per San Polo.

### Gare motociclistiche (1913-1925)
A fronte del mancato versamento delle quote di competenza da parte dei commercianti bresciani, l'Automobile Club milanese decise di spostare l'edizione 1908 della Coppa Florio a Bologna. A partire dall'anno seguente, per svariati motivi, ci fu un periodo di sospensione delle gare automobilistiche internazionali: il Gran Premio di Francia non si tenne tra il 1909 e il 1911 e la quarta edizione della Coppa Florio si svolse solo nel 1914, dopo ci fu la pausa per il conflitto bellico. Solo nel primo dopoguerra, l'Automobil Club di Milano decise di ripristinare la Coppa Florio e di istituire il Gran Premio d'Italia la cui prima edizione si tenne nel bresciano, sul circuito di Montichiari, nel 1921.
Dopo la Coppa Florio del 1907, il circuito di Brescia nella configurazione di 61 km fu impiegato per eventi motociclistici:
- 1° Circuito motoristico internazionale, tenutosi il 25 maggio 1913 e organizzato dal Moto Club di Brescia[24];
- 2° Circuito motociclistico internazionale (poi 1° circuito motociclistico autunnale), organizzato dall'Unione Sportiva Bresciana Giovanni Ravelli per domenica 10 ottobre 1920;
- 2° Circuito motociclistico autunnale, organizzato sempre dall'USB Ravelli per domenica 9 ottobre 1921[25].
- Gara motociclista del campionato italiano motoristico, tenutasi domenica 5 aprile 1925[26]

La gara del 1913 fu aperta alle motociclette da 350 cm³ e da 500 cm³. L'edizione del 1920 fu estesa a quattro categorie: 350 cm³, 500 cm³, 1000 cm³ e sidecar oltre 1000 cm³. Nonostante la pioggia incessante, la gara si svolse regolarmente e senza problemi: l'assoluto fu vinto da Domenico Malvisi su Harley Davidson da 1000 cm³. Anche l'edizione motociclistica autunnale del 1921 fu suddivisa in quattro categorie, ma fu eliminata quella dei sidecar, sostituiti dalla 750 cm³. L'assoluto fu vinto da Ernesto Vailato su Sunbeam da 1000 cm³.
La gara del 1925 fu la prima prova in calendario del campionato motociclistico italiano di quell'anno. Aperta alle categorie 250 cm³, 350 cm³ e 500 cm³ vide le vittorie di Miro Maffeis su Maffeis nella prima categoria, di Pietro Ghersi su Sunbeam nella seconda e di Attilio Roccatani, sempre su Sunbeam, nell'ultima.

## Descrizione dei circuiti

### Circuiti del 1899 e del 1900

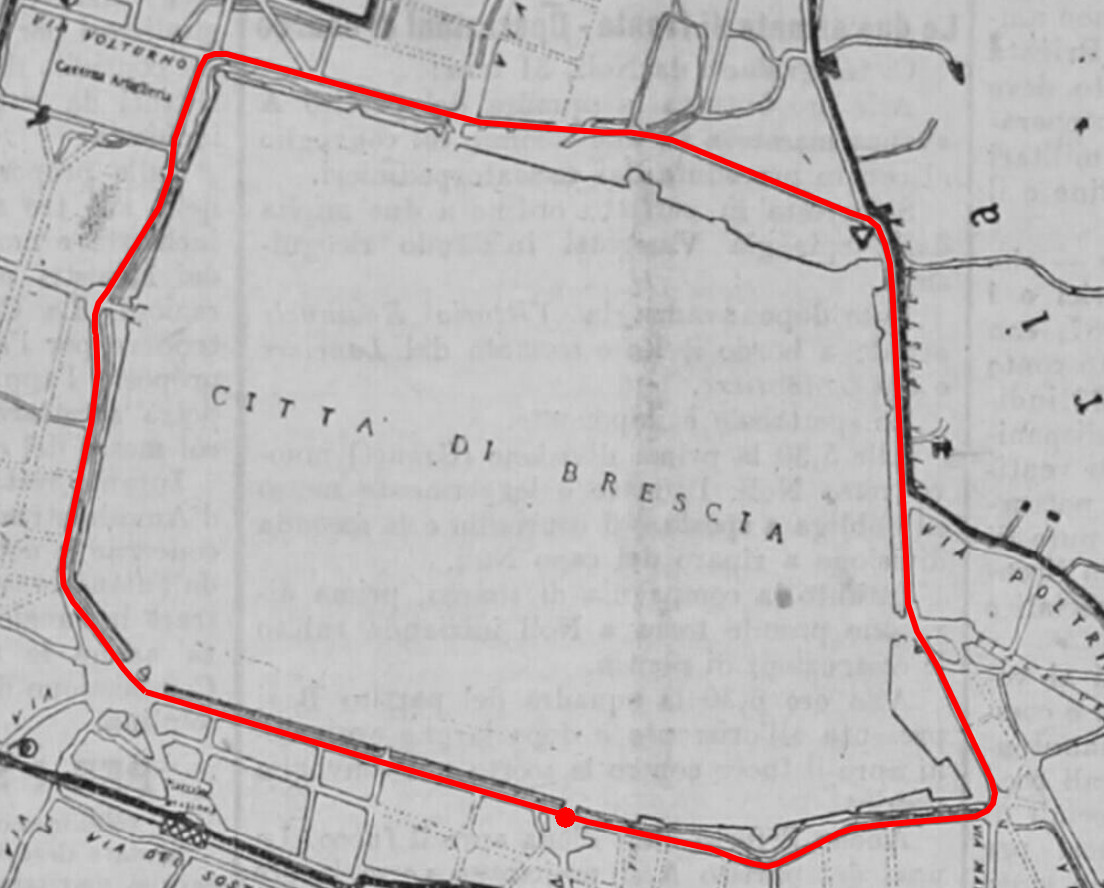
Il Circuito di Brescia della gara di velocità del 1899

La gara di velocità del 1899 percorreva un solo giro delle strade di circonvallazione di Brescia, attorno alla cinta muraria parzialmente abbattuta. La partenza e l'arrivo furono fissate presso la Ponticella di Porta Cremona.
I circuiti di durata delle edizioni del 1899 e del 1900 si percorsero sul tracciato stradale Brescia-Cremona-Mantova-Verona, lungo circa 223 km. La partenza fu fissata presso lo stradale della Volta, dopo il passaggio a livello sulla ferrovia Brescia-Cremona, mentre l'arrivo fu previsto presso il viale del passeggio di Porta Venezia. Le strade di questo circuito non furono chiuse al traffico ordinario, ma nel 1900 il Comitato organizzatore delle corse decise di emanare un comunicato in cui si raccomandò "buon senso e [...] buona volontà, per dare il passo libero ai corridori, arrestando e sorvegliando cavalli e veicoli tutte le volte che ne sarà il caso".

### Circuiti del 1904 e del 1905

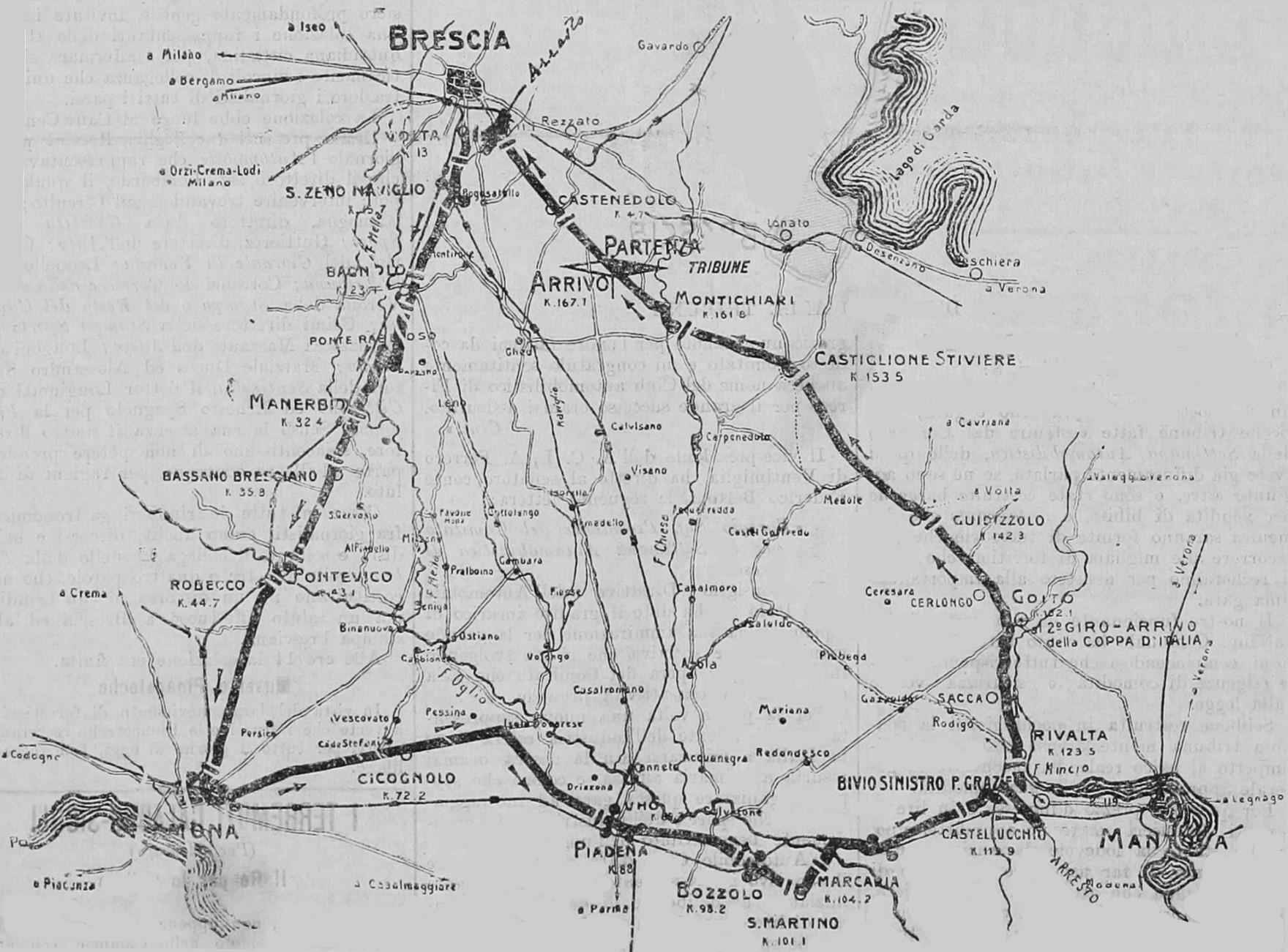
Il Circuito Brescia-Cremona-Grazie-Brescia

La corsa della Settimana Automobilistica del 1904 si percorse sulle strade che collegavano tra loro Brescia, Cremona e Mantova per una lunghezza complessiva di 185 km. Quasi tutte le gare si svolsero su due giri del circuito in modo da compiere 370 km. La partenza fu fissata in località Volta presso Villa Finadri, mentre l'arrivo fu posto alle Case di San Polo nei pressi della fermata del tram della Brescia-Mantova: i due punti furono collegati da un tratto neutralizzato che le vetture percorsero al passo al termine del primo giro. Il circuito presentò altri tratti neutralizzati a Cremona, in prossimità dei due passaggi a livello sulla ferrovia Cremona-Mantova, e a Mantova, tra Porta Pradella e Porta Mulina.
Per la Coppa Florio del 1905 si riprese il circuito dell'anno prima, ma il transito a Mantova fu aggirato percorrendo in alternativa il tratto Le Grazie-Goito, accorciandone la lunghezza a 167,1 km. La gara si svolse su tre giri per una lunghezza complessiva di 501,3 km: la partenza e l'arrivo fu unica, presso la località Brughiera di Montichiari dove furono costruite le tribune.

### Circuito del 1907

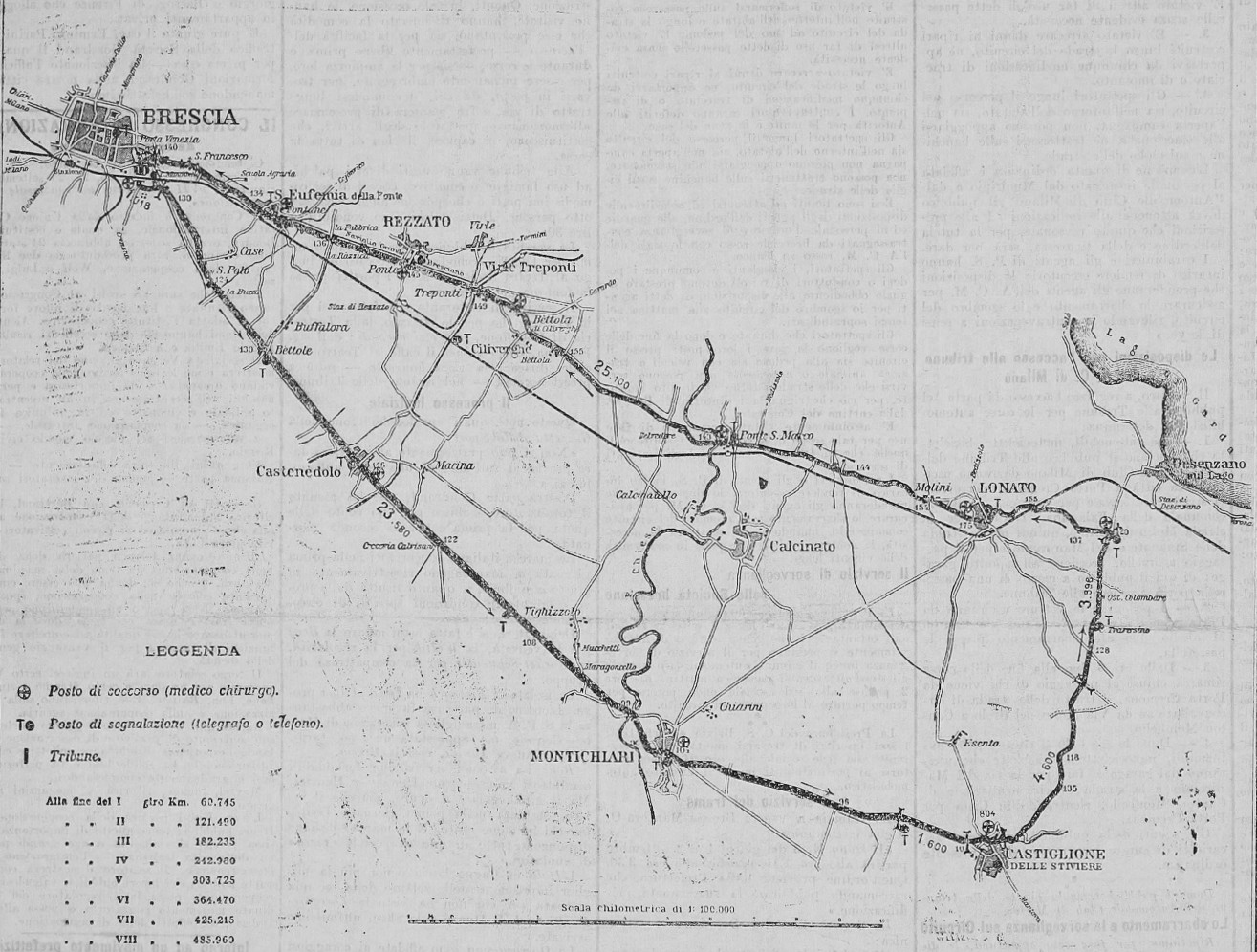
Il circuito di Brescia-Castiglione-Lonato-Brescia

Il circuito dell'edizione 1907 era stato pensato l'anno prima nella speranza che l'aumento dei passaggi davanti alle tribune garantisse maggior interesse negli spettatori per le gare. Il nuovo circuito fu lungo circa 60,745 km e si sviluppò tra Brescia, Montichiari, Castiglione delle Stiviere e Lonato, percorrendolo in senso antiorario. A differenza dei precedenti circuiti, si ridusse la presenza dei passaggi a livello ferroviari: l'unico rimasto, quello della ferrovia Milano-Venezia nei pressi di Canton Mombello, fu sostituito da un sottopassaggio. La nuova strada funse anche da traguardo per le partenze e gli arrivi e fu costruita un'apposita tribuna con totalizzatore.
Le gare motociclistiche del 1913, del 1920, del 1921 e del 1925 ripresero il circuito Brescia-Castiglione-Lonato-Brescia, ma il traguardo fu fissato presso viale Venezia. Le edizioni del 1913 e del 1920 si svolsero su cinque giri, per complessivi 303,7 km. Tuttavia la gara categoria sidecar nell'edizione del 1920 fu limitata a soli due giri, per complessivi 121,5 km. Le gare del 1921 si tennero invece su quattro giri, per una lunghezza complessiva di 243 km.
Per la gara del campionato motociclistico italiano del 1925, il circuito risultò lungo 60,250 m. Le categorie 350 cm³ e 500 cm³ percorsero cinque giri per 301,25 km, mentre le motociclette da 250 cm³ ne fecero soltanto tre per una lunghezza complessiva della gara di 180,75 km.

## Risultati

### 1899
Risultati tratti da:
- Le corse d'ieri, in Il Cittadino di Brescia, 11 settembre 1899,  p. 3.
- Le Feste Automobilistiche, in La Provincia di Brescia, 11 settembre 1899,  2-3.
- Le Feste Automobilistiche, in La Provincia di Brescia, 12 settembre 1899,  p. 2.

#### Criterium motociclette
| Pos. | N. | Pilota             | Motocicletta | Tempo |
| ---- | -- | ------------------ | ------------ | ----- |
| 1    |    | Carlo Maserati     | Carcano      | 2h4'  |
| 2    |    | Ferdinando Bricoli | Centenari    | 2h30' |
| 3    |    | Enrico Polli       | Carcano      | 2h50' |

#### Gara velocità - Prima categoria
| Pos. | N. | Pilota           | Vettura         | Tempo |
| ---- | -- | ---------------- | --------------- | ----- |
| 1    |    | Toussaint        | Mors 6hp        | 7'25" |
| 2    |    | Giuseppe Alberti | Mors 6hp        | 8'33" |
| 3    |    | Emile Laporte    | Orio & Marchand | 9'22" |

#### Gara velocità - Quadricicli
| Pos. | N. | Pilota             | Vettura            | Tempo |
| ---- | -- | ------------------ | ------------------ | ----- |
| 1    |    | Virginio Benedetti | Prinetti & Stucchi | 8'5"  |
| 2    |    | Enrico Tarlarini   | Perfecta           | 8'47" |

#### Grande corsa - Tricicli
| Pos. | N. | Pilota         | Vettura        | Tempo    |
| ---- | -- | -------------- | -------------- | -------- |
| 1    |    | Luigi Storero  | Phénix De Dion | 4h41'19" |
| 2    |    | Battista Fe'   | De Dion-Bouton | 4h52'8"  |
| 3    |    | Ettore Bugatti | Bugatti Tipo 1 | 4h54'7"  |

#### Grande corsa - Vetturette e quadricicli
| Pos. | N. | Pilota                | Vettura            | Tempo    |
| ---- | -- | --------------------- | ------------------ | -------- |
| 1    |    | Virginio Benedetti    | Prinetti & Stucchi | 5h13'58" |
| 2    |    | Gian Oberto Gulinelli | Prinetti & Stucchi | 6h32'2"  |
| 3    |    | Curzio Apergi         | Prinetti & Stucchi | 8h21'53" |

#### Grande corsa - Vetture
| Pos. | N. | Pilota           | Vettura          | Tempo    |
| ---- | -- | ---------------- | ---------------- | -------- |
| 1    |    | Giuseppe Alberti | Mors 6hp         | 5h2'38"  |
| 2    |    | Toussaint        | Mors 6hp         | 5h25'31" |
| 3    |    | Guglielmo Bressi | Benz Dogcart 6hp | 6h39'33" |

### 1900
Risultati tratti da:
- I premi della Grande Corsa e dell'Esposizione automobilistica, in Il Cittadino di Brescia, 11 settembre 1900,  2-3.
- La Grande Corsa su strada Brescia-Cremona-Mantova-Verona-Brescia. Km 223, in La Provincia di Brescia, 10 settembre 1900,  2-3.
- La Grande Corsa su strada Brescia-Cremona-Mantova-Verona-Brescia, in La Provincia di Brescia, 11 settembre 1900,  p. 2.

#### Motociclette
| Pos. | N. | Pilota         | Motocicletta | Tempo    |
| ---- | -- | -------------- | ------------ | -------- |
| 1    |    | Carlo Maserati | Carcano      | 7h20'48" |

#### Seconda categoria
Riservata a motocicli a un posto con peso non superiore a 220 kg.
| Pos. | N. | Pilota       | Vettura        | Tempo    |
| ---- | -- | ------------ | -------------- | -------- |
| 1    |    | Louis Soncin | Soncin         | 3h52'28" |
| 2    |    | Gaston Noury | De Dion-Bouton | 4h23'26" |
| 3    |    | Louis Gasté  | Darracq-Soncin | 4h55'56" |

#### Terza categoria
Motocicli a due posti non superanti i 220 kg di peso.
| Pos. | N. | Pilota             | Vettura            | Tempo    |
| ---- | -- | ------------------ | ------------------ | -------- |
| 1    |    | Camillo Monti      | Prinetti & Stucchi | 6h15'55" |
| 2    |    | Virginio Benedetti | Benedetti-Prinetti | 6h57'11" |

#### Quarta categoria
Vetturette a due posti con peso inferiore a 400 kg
| Pos. | N. | Pilota                  | Vettura        | Tempo    |
| ---- | -- | ----------------------- | -------------- | -------- |
| 1    |    | Ettore Nagliati         | De Dion-Bouton | 5h51'36" |
| 2    |    | Giuseppe Fraschini      | Renault        | 5h51'42" |
| 3    |    | Garage Isotta Fraschini | Renault        | 5h55'06" |

#### Quinta categoria
Vetture a due persone con peso superiore a 400 kg
| Pos. | N. | Pilota             | Vettura            | Tempo   |
| ---- | -- | ------------------ | ------------------ | ------- |
| 1    |    | Alberto Franchetti | Panhard & Levassor | 4h8'03" |
| 2    |    | Vincenzo Lancia    | FIAT               | 5h7'32" |
| 3    |    | Ubaldo Tonietti    | Panhard & Levassor | 6h33'9" |

### 1904
Risultati tratti da:

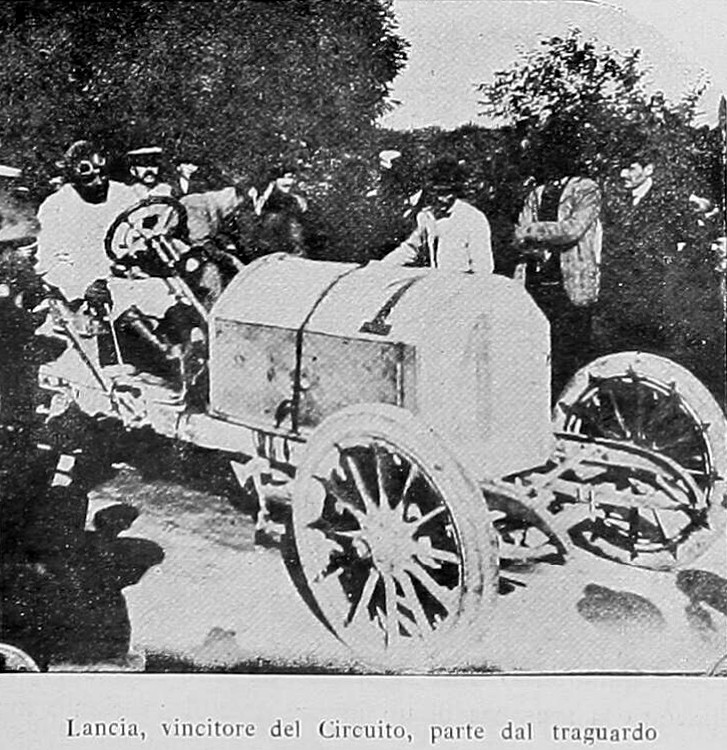
Vincenzo Lancia alla partenza della gara sulla sua FIAT HP 75

- La grande corsa del circuito, in La Provincia di Brescia, 5 settembre 1904,  p. 3.

#### Serie Libera - Vetture pesanti
| Pos. | N. | Pilota          | Vettura                  | Tempo    |
| ---- | -- | --------------- | ------------------------ | -------- |
| 1    | 1  | Vincenzo Lancia | FIAT HP 75               | 3h9'56"  |
| 2    | 6  | Teste           | Panhard & Levassor 80 HP | 3h13'38" |
| 3    | 7  | Vincenzo Florio | Daimler 60 HP            | 3h28'9"  |
| 4    | 5  | Arthur Duray    | Darracq 80 HP            | 4h2'1"   |

#### Serie Libera - Vetture leggere
| Pos. | N. | Pilota                   | Vettura       | Tempo    |
| ---- | -- | ------------------------ | ------------- | -------- |
| 1    | 10 | Victor Hémery            | Darracq 60 HP | 3h34'27" |
| 2    | 18 | Giovanni Battista Raggio | Ceirano 24 HP | 4h17'6"  |

#### Serie Libera - Vetturette
Non svoltosi.

### 1905
Risultati tratti da:

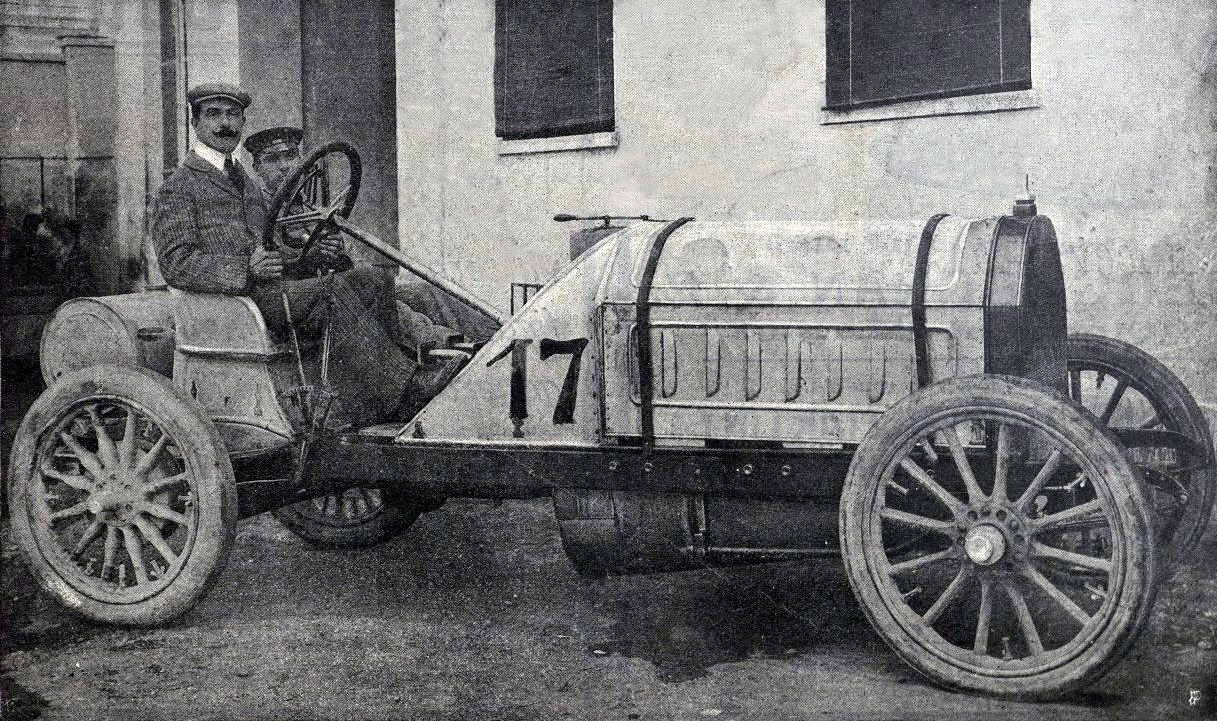
Giovanni Battista Raggio in posa con la sua Itala che vinse la prima edizione della Coppa Florio

- I risultati ufficiali. Corsa Coppa Florio, in La Provincia di Brescia, 10 settembre 1905,  p. 2.

#### Coppa Florio
| Pos. | N. | Pilota                   | Vettura            | Tempo    |
| ---- | -- | ------------------------ | ------------------ | -------- |
| 1    | 15 | Giovanni Battista Raggio | Itala 100 HP       | 4h46'47" |
| 2    | 9  | Arthur Duray             | De Dietrich 130 HP | 4h56'20" |
| 3    | 2  | Vincenzo Lancia          | Fiat 110 HP        | 4h57'54" |
| 4    | 1  | Vincent Heméry           | Darracq 85 HP      | 4h58'12" |
| 5    | 3  | Henry Rougier            | De Dietrich 130 HP | 5h12'50" |

### 1907
Risultati tratti da:
- La vittoria di Cagno, in La Provincia di Brescia, 3 settembre 1907,  p. 1.

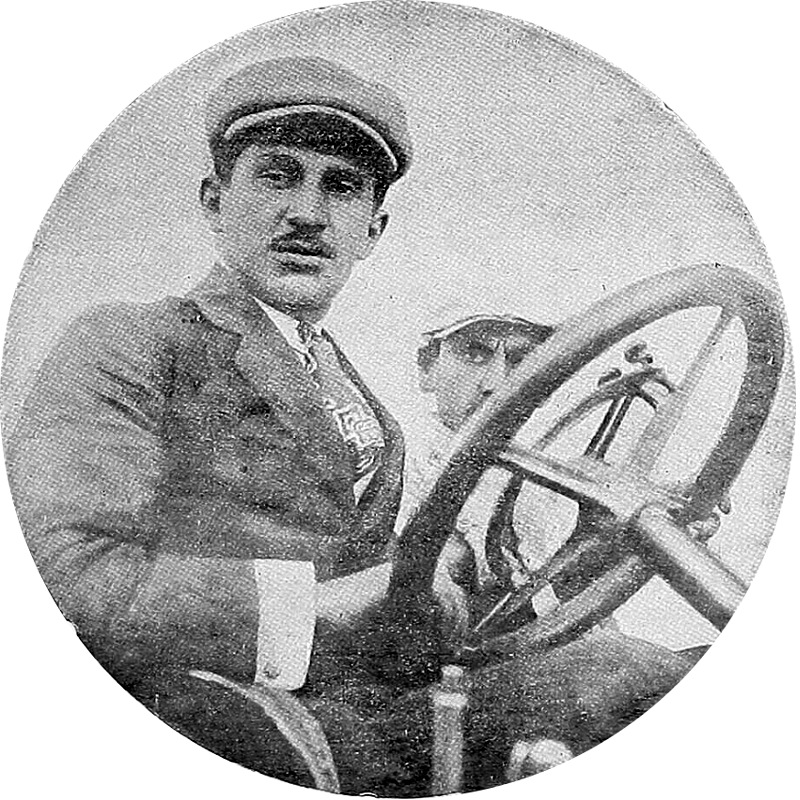
Ferdinando Minoia alla Coppa Florio del 1907

- Classifica finale Coppa Florio in base ai tempi impiegati dai corridori, in La Provincia di Brescia, 3 settembre 1907,  p. 2.

#### Coppa Florio
| Pos. | N.  | Pilota            | Vettura          | Tempo    |
| ---- | --- | ----------------- | ---------------- | -------- |
| 1    | 5B  | Ferdinando Minoia | Isotta Fraschini | 4h39'53" |
| 2    | 16A | Vincent Heméry    | Benz             | 4h49'49" |
| 3    | 16B | René Hanriot      | Benz             | 4h57'47" |
| 4    | 5A  | Vincenzo Trucco   | Isotta Fraschini | 5h5'56"  |
| 5    | 4B  | Maurice Thieulin  | Rochet-Schneider | 5h6'55"  |

#### Coppa della Velocità

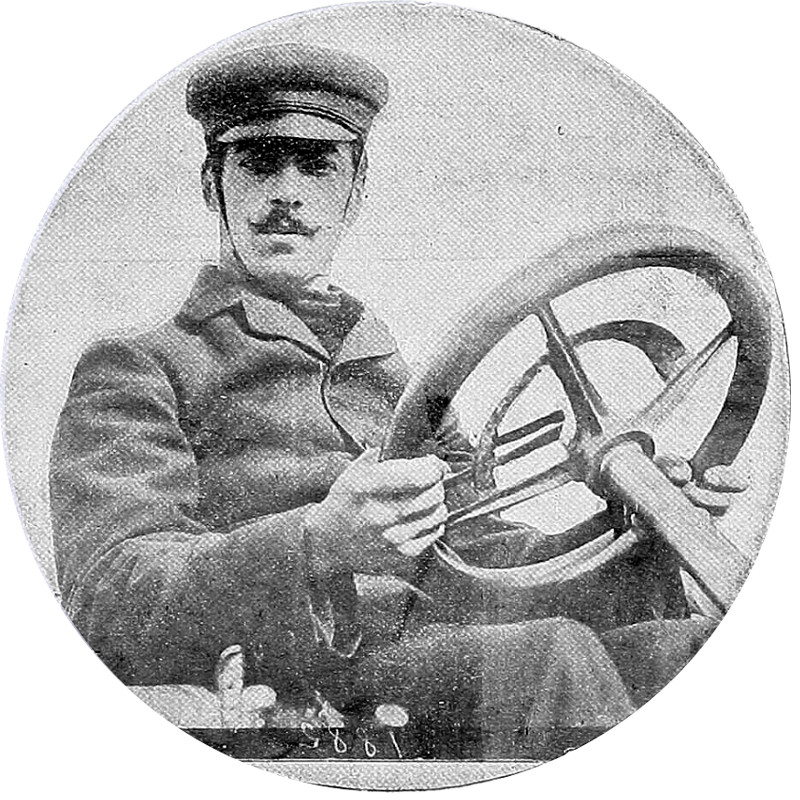
Alessandro Cagno alla Coppa di Velocità del 1907

| Pos. | N. | Pilota           | Vettura        | Tempo    |
| ---- | -- | ---------------- | -------------- | -------- |
| 1    | 3A | Alessandro Cagno | Itala          | 4h36'36" |
| 2    | 5A | Victor Demogeot  | Darracq        | 4h40'53" |
| 3    | 1C | Henry Rougier    | De Dietrich    | 4h45'31" |
| 4    | 1B | Fernand Gabriel  | De Dietrich    | 4h50'35" |
| 5    | 4B | Jean Alézy       | Clément-Bayard | 4h53'58" |